# Szrenica
Szrenica (1362 m trên mực nước biển,  tiếng Đức Reifträger) là một đỉnh núi nằm ở phía tây Karkonosze ở Ba Lan, rất gần biên giới Ba Lan - Séc, trong Vườn quốc gia Karkonosze. Tên của nó bắt nguồn từ tiếng Ba Lan szron (frost). Có một trạm thời tiết nằm gần đỉnh nủi. Đỉnh núi đang gặp tình trạng phá rừng, cả phía nam và phía bắc được sử dụng thường xuyên cho các hoạt động trượt tuyết. Độ cao đạt được so với phạm vi chính là khoảng 60 m.

## Địa chất và địa lý
Ngọn núi này được xây dựng bằng đá granit mịn , do những tảng đá độc lập có hình dạng phong hóa và những cánh đồng đá granit phủ đầy rêu, chúng phủ trên phần phía đông của con dốc.

## Du lịch
Có một túp lều núi riêng trên đỉnh và một nơi trú ẩn trên núi PTTK nằm trên sườn dốc. Đỉnh có thể chinh phục bằng cách đi cáp treo (hai phần, với trạm trung chuyển). Con dốc có các cơ sở trượt tuyết, bao gồm thang máy trượt tuyết  và cột đánh dấu những con đường trượt tuyết ở những khu vực thiên nhiên bị đe dọa và phá rừng. Có 3 tuyến đường để trượt tuyết xuống dốc: Lolobrigida (4444 m), Śnieżynka và FIS - Trasa Zjazdowa đã được phê duyệt; tất cả tạo thành hệ thống, chiều dài là 13   km. Hai con đường du lịch băng qua đỉnh núi: Główny Szlak Sudecki và Đường mòn hữu nghị Ba Lan - Séc hợp nhất ở đây.

## Thời tiết
Ở độ cao 1331 m trên mực nước biển có một trạm thời tiết trên núi, tài sản của Đại học Wrocław. Nó được thành lập và do đó được xây dựng vào năm 1950.
Các biện pháp đo trung bình mà trạm thu được:
- Nhiệt độ trung bình của 12 tháng tiếp theo: -1,9 C
- Nhiệt độ trung bình của tháng 1 (tối thiểu trong năm): -6,8 C
- Nhiệt độ trung bình của tháng 7 (tối đa trong năm):: 10,0 C
- Lượng mưa tối đa (tối đa trong năm): 177 tháng 6   mm
- Lượng mưa tối thiểu (tối thiểu trong năm): 72 tháng 1   mm
- Độ ẩm tương đối: 80%
- Sương mù: 264 ngày một năm
- Nắng: 29 ngày